# Imparável
Imparável é um filme de drama esportivo biográfico estadunidense de 2024, dirigido por William Goldenberg em sua estreia na direção de longas-metragens e escrito por Eric Champnella, Alex Harris e John Hindman, baseado no livro de mesmo nome de 2012 de Anthony Robles (que também atua como produtor) e Austin Murphy. Produzido por Ben Affleck, pela Artists Equity, e Elaine Goldsmith-Thomas, pela Nuyorican Productions, o filme é estrelado por Jharrel Jerome como Robles, com um elenco de apoio que inclui Jennifer Lopez, Bobby Cannavale, Michael Peña e Don Cheadle.
Imparável teve sua estreia na seção Apresentações Especiais do Festival Internacional de Cinema de Toronto em 6 de setembro de 2024, seguido por um lançamento limitado nos cinemas em 6 de dezembro de 2024 pela Amazon MGM Studios, e foi disponibilizado no Prime Video em 16 de janeiro de 2025.

## Trama
Anthony Robles, nascido sem uma perna direita, cresce em Mesa, Arizona, criado por sua mãe solteira, Judy Robles. Apesar do preconceito social e dos desafios físicos, Anthony desenvolve um espírito resiliente. No ensino médio, ele descobre uma paixão pela luta livre e se junta ao time da escola. Embora inicialmente duvidado por treinadores e companheiros de equipe, ele se torna um competidor formidável por meio de determinação e treinamento implacável.
Depois do ensino médio, Anthony planeja lutar no nível universitário. Ele recebe uma oferta de bolsa de estudos da Drexel University , mas escolhe estudar na Arizona State University (ASU) para ficar mais perto de sua família. Ele se junta ao time de luta livre como um walk-on, ganhando uma vaga apesar do ceticismo inicial de seus treinadores.
Equilibrando as exigências físicas da luta livre da Divisão I e as lutas pessoais em casa, Anthony enfrenta vários obstáculos. Seu padrasto exibe comportamento abusivo, aumentando a tensão em sua vida familiar. No entanto, Anthony tira força do apoio inabalável de sua mãe e da crença em suas habilidades.
Na ASU, Anthony treina rigorosamente, refinando suas habilidades e melhorando seu desempenho. Com o tempo, ele se torna um membro-chave da equipe de luta livre, ganhando reconhecimento por suas realizações. Ele se qualifica para o NCAA Wrestling Championships , onde compete na categoria de peso de 125 libras.
Em seu último ano, Anthony chega ao NCAA Wrestling Championships de 2011 e enfrenta um oponente altamente qualificado e cabeça de chave da University of Iowa . Em uma luta árdua, Anthony demonstra técnica, foco e resiliência notáveis. Contra todas as probabilidades, ele derrota seu oponente e garante o título do campeonato nacional.
O filme conclui destacando as conquistas de Anthony além da faculdade. Ele se torna um palestrante motivacional e um treinador de luta livre, usando sua história para inspirar outros a superar seus desafios. As cenas finais enfatizam seu legado como um atleta que desafiou as expectativas e alcançou o sucesso por meio da perseverança, apoio familiar e dedicação implacável.

## Elenco
Jharrel Jerome como Anthony Robles
Jennifer Lopez como Judy Robles
Bobby Cannavale como Rico
Michael Peña como Bobby Williams
Don Cheadle como Sean Charles
Shawn Hatosy como Tom Brands
Chimechi Oparanozie como Brian Corwin
Parker Sack
Jordan Wallace
Benjamin Barrett
Corey Jantzen
Shane Sparks

## Produção
Em abril de 2014, David Crockett e Andy Fraser adquiriram os direitos para produzir uma adaptação cinematográfica da autobiografia de Anthony Robles de 2012, Unstoppable: From Underdog To Undefeated: How I Became A Champion, com Eric Champnella escrevendo o roteiro. Em setembro de 2018, Jason Mitchell foi escalado como Robles.
Em novembro de 2019, a 101 Studios adquiriu os direitos do filme, com Dwayne Johnson e Dany Garcia definidos para produzir sob sua bandeira Seven Bucks Productions. O projeto foi anunciado mais uma vez em março de 2023, com William Goldenberg como diretor em sua estreia na direção. Goldenberg colaborou com o cineasta Ben Affleck como editor de filmes para Gone Baby Gone, Argo, Live by Night e Air. Affleck e Matt Damon atuaram como produtores por meio da bandeira Artists Equity. Também foi anunciado que Jennifer Lopez estrelaria o filme, com Jharrel Jerome interpretando Robles, substituindo Mitchell.
As filmagens principais começaram em Los Angeles em maio de 2023, mas foram interrompidas duas semanas depois devido à greve do Writers Guild of America de 2023. Em 12 de dezembro de 2023, as filmagens principais foram retomadas após o fim da greve do SAG-AFTRA de 2023, com Don Cheadle, Michael Peña e Bobby Cannavale se juntando ao elenco. Em 14 de janeiro de 2024, foi anunciado que as filmagens principais haviam sido encerradas.

## Lançamento
Imparável teve sua estreia como parte da seção Gala do Festival Internacional de Cinema de Toronto em 6 de setembro de 2024. O filme foi lançado pela Amazon MGM Studios em cinemas selecionados e posteriormente disponibilizado na Prime Video, onde atingiu o topo da lista de filmes mais assistidos na plataforma globalmente e em mais de 30 países, incluindo os Estados Unidos, onde passou 5 dias consecutivos em primeiro lugar.

## Recepção
No site agregador de resenhas Rotten Tomatoes, 77% das 94 avaliações dos críticos são positivas, garantindo o certificado "fresh" no site. O consenso do site diz: "Com o magnético Jharrel Jerome como seu campeão, Unstoppable é uma história esportiva inspiradora que honestamente ganha os aplausos do público." No Metacritic , que usa uma média ponderada, o filme tem uma pontuação de 64/100, com base em 23 críticos, indicando avaliações "geralmente favoráveis". 
Michael Mann escolheu Unstoppable como seu filme favorito de 2024 para um artigo de escolhas dos diretores na Variety. 
Com o público, o filme foi um sucesso, atingindo o topo da lista global de filmes mais assistidos da Prime Video e conquistando 91% de aprovação no Rotten Tomatoes.

## Prêmios
| Award                                                      | Date of ceremony | Category                     | Recipient(s)   | Result               | Predefinição:Ref heading |
| ---------------------------------------------------------- | ---------------- | ---------------------------- | -------------- | -------------------- | ------------------------ |
| Middleburg Film Festival                                   | October 20, 2024 | Rising Star Award            | Jharrel Jerome | Predefinição:Honored | [ 1 ]                    |
| Philadelphia Film Festival                                 | October 28, 2024 | Student Choice Award         | Unstoppable    | Venceu               | [ 2 ]                    |
| Savannah College of Art and Design\|Savannah Film Festival | November 2, 2024 | Lumiere Award                | Jharrel Jerome | Predefinição:Honored | [ 3 ]                    |
| Winter IndieWire Honors                                    | December 5, 2024 | Maverick Award               | Jennifer Lopez | Venceu               | [ 4 ]                    |
| Celebration of Cinema and Television                       | December 9, 2024 | Breakthrough Actor Award     | Jharrel Jerome | Venceu               | [ 5 ]                    |
| Palm Springs International Film Festival                   | January 4, 2025  | Legend & Groundbreaker Award | Jennifer Lopez | Venceu               | [ 6 ]                    |

1. ↑  «AwardsWatch - 2024 Middleburg Film Festival Honorees Include RaMell Ross, Danielle Deadwyler; Ed Lachman to Receive Lifetime Achievement Award». AwardsWatch (em inglês). 26 de setembro de 2024. Consultado em 26 de setembro de 2024
2. ↑  Maag-Tanchak, Annemarie (November 1, 2024). «PFF33 Award-Winning Films». Philadelphia Film Society Verifique data em: |data= (ajuda)
3. ↑  «AwardsWatch - 2024 SCAD Savannah Film Festival Honorees Include Steve McQueen, Karla Sofía Gascón and Sebastian Stan». AwardsWatch (em inglês). 26 de setembro de 2024. Consultado em 26 de setembro de 2024
4. ↑  Jones, Kate Erbland,Marcus (14 de novembro de 2024). «Denis Villeneuve, Pamela Anderson, Steve McQueen, and More to Be Celebrated at IndieWire Honors». IndieWire (em inglês). Consultado em 15 de novembro de 2024
5. ↑  «The Critics Choice Association Announces Full Slate of Honorees for the 7th Annual Celebration of Black Cinema and Television». Critics Choice Association (em inglês). November 7, 2024. Consultado em 10 de novembro de 2024 Verifique data em: |data= (ajuda)
6. ↑  Earl, William (25 de novembro de 2024). «'Unstoppable' Star Jennifer Lopez to Receive Legend & Groundbreaker Award at Palm Springs International Film Festival». Variety (em inglês). Consultado em 25 de novembro de 2024